# Michela Guzzetti
Michela Guzzetti (Tradate, 29 aprile 1992) è un'ex nuotatrice italiana.

## Biografia
Nata nel 1992 a Tradate, in provincia di Varese, è nipote di Manuela Dalla Valle, anche lei nuotatrice, partecipante alle Olimpiadi da Los Angeles 1984 a Atlanta 1996.
Nel 2010 ha preso parte agli Europei di Budapest, uscendo in batteria nei 50 m rana con il 18º tempo, 32"46, arrivando 7ª nei 100 m rana in 1'08"70, venendo eliminata in batteria nei 200 m rana con il 19º crono,  2'33"98 e partecipando alle batterie ma non alla finale della staffetta 4x100 m misti.
A 20 anni ha partecipato ai Giochi olimpici di Londra 2012, uscendo in batteria nei 100 m rana con il 27º tempo, 1'08"83 (andavano in semifinale le prime 16) e nella staffetta 4x100 m misti insieme ad Arianna Barbieri, Ilaria Bianchi e Federica Pellegrini con l'11º crono, 4'02"20 (passavano le prime 8).
L'anno successivo ha vinto l'oro nei 50 m rana ai Giochi del Mediterraneo di Mersin 2013, in 31"51. Sempre nel 2013 ha preso parte ai Mondiali di Barcellona, uscendo in batteria con il 17º tempo, 31"51, nei 50 m rana e con il 28º crono, 1'09"54, nei 100 m rana.
Ai Campionati italiani ha vinto 1 oro nei 50 m rana, 2 argenti nei 200 m rana e nella staffetta 4x100 m misti e 1 bronzo nei 100 m rana ai Primaverili 2010, 1 bronzo nei 4x50 m misti agli Invernali 2010, 1 oro nei 200 m rana, 1 argento nei 100 m rana e 2 bronzi nei 50 m rana e nella staffetta 4x100 m misti agli Invernali 2011, 1 bronzo nei 100 m rana ai Primaverili 2012, 2 ori nei 50 m rana e 100 m rana e 1 bronzo nei 200 m rana agli Invernali 2012, 2 ori nei 100 m rana e nella staffetta 4x100 m misti e 1 argento nella 50 m rana ai Primaverili 2013, 1 argento nei 100 m rana agli Estivi 2014, 1 bronzo nella 50 m rana ai Primaverili 2015, 1 bronzo nella 50 m rana agli Invernali 2015 e 1 bronzo nella staffetta 4x100 m misti ai Primaverili 2016.

## Palmarès
- Giochi del Mediterraneo

Mersin 2013: oro nei 50m rana.